# コ・ジュウォン
コ・ジュウォン（Go Joo-Won、1981年10月16日 - ）は、韓国の俳優・モデル。身長183cm、体重72kg。全羅南道光州市（現：光州広域市）出身。西江大学校経済学科卒。

## 略歴
2001年 ウォン・ビンに似ているモデルを選ぶオーディションに合格し、広告モデルとしてデビュー。現在はドラマを中心に活躍中。特技はテコンドー、合気道。

## 出演作

### 映画
- マイブラザー（2003年）

### ドラマ
- パンチ（2003年、SBS） - ホン・ユンピョ役
- 名家の娘ソヒ（2004年-2005年、SBS） - ソン・ヨングァン役
- 復活（2005年、KBS） - チョン・ジヌ役
- 変わった女、変わった男（2005年-2006年、KBS） - チャン・ソクヒョン役
- 噂のチル姫（2006年、KBS） - ユ・イルハン役
- 王と私（2007年-2008年、SBS） - 成宗役
- オレの女（2008年、MBC） - キム・ヒョンミン役
- 愛の選択～産婦人科の女医～（2010年、SBS） - イ・サンシク役
- 鉄の王 キム・スロ（2010年、MBC） - イジンアシ役
- 最高です! スンシンちゃん（2013年、KBS） - パク・チャヌ役
- 伝説の魔女～愛を届けるベーカリー～（2014年-2015年、MBC） - マ・ドヒョン役
- 頑張れチャンミ！（2014年-2015年、SBS） - ファン・テジャ役
- カフェ・アントワーヌの秘密（2016年、JTBC）
- ヘチ 王座への道（2019年、SBS） - イ・インジャ役
- 悲しいとき愛する（2019年、MBC） - ハ・ソンホ役

## CM
- 大韓航空
- SKテレコム
- CJコーポレーション

## 受賞歴
- 2005年 KBS演技大賞 新人演技賞
- 2006年 KBS演技大賞 優秀演技賞
- 2006年 第７回 大韓民国映像大典 演技者部門 フォトジェニック賞
- 2008年 空軍を輝かせた人物 協力部門